# Fölsö naturreservat
Fölsö är ett naturreservat i Hällaryds socken i Karlshamns kommun i Blekinge.
Reservatet bildades 1974 och omfattar 42 hektar, varav 6 hektar land. Området är beläget öster om Karlshamn i Hällaryds skärgård och består av ön Fölsö och kringliggande vattenen.

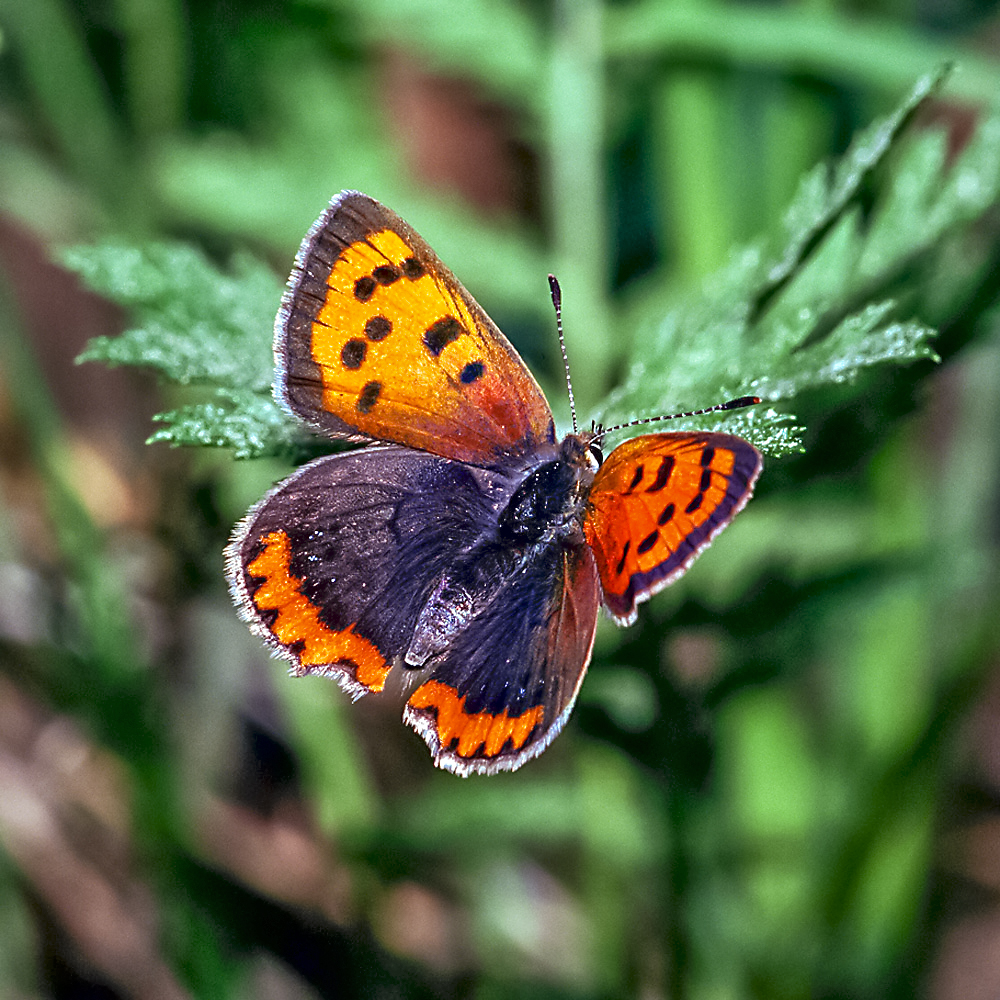
Mindre guldvinge och många andra fjärilsarter trivs på ön.

Ön Fölsö är en mosaik av hällmarker, gamla ängs- och åkermarker samt skogspartier med tall, björk, rönn, ek, al och asp. Över hela ön förekommer enbuskar tillsammans med slån, björnbär och nyponros. På hällmarkerna växer torkhärdiga arter som gul fetknopp, kärleksört, styvmorsviol, kruståtel och vårbrodd. I gräsmarkerna växer bland annat mandelblomma och gråfibbla. Utmed västsidan löper en stenstrand, i övrigt utgörs stränderna av rundade berghällar och klippor.
Liksom på många andra öar i Hällaryds skärgård finns där gott om sjöfågel med arter som silvertärna, strandskata och ejder.
Fölsö har i första hand använts för bete men några områden har nyttjats för åker- och ängsbruk, vilket stenmurar och odlingsrösen vittnar om. Idag går betesdjur över hela ön.
Naturreservatet ingår i EU:s ekologiska nätverk, Natura 2000.